# Finlândia nos Jogos Olímpicos de Inverno de 1948

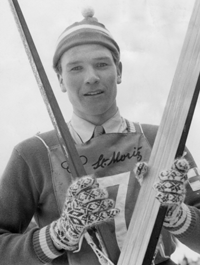
Heikki Hasu 1948

A Finlândia competiu nos Jogos Olímpicos de Inverno de 1948, realizados em St. Moritz, Suíça.